# P.A. Sangma
P.A. Sangma (fullständigt: Purno Agitok Sangma), född 1 september 1947 i West Garo Hills-distriktet i Meghalaya, död 4 mars 2016 i Delhi, var en indisk, kristen politiker och talman i Lok Sabha.
Sangma var en av grundarna av partiet Nationalist Congress Party (NCP). Sedan den andre partigrundaren, Sharad Pawar, närmat sig NCP:s ärkefiende Sonia Gandhi bröt Sangma i januari 2004 med partiet och gick, sedan han förlorat en juridisk strid om NCP:s partisymbol, tillsammans med sin fraktion ihop med Mamta Bannerjees All India Trinamool Congress, och bildade därigenom Nationalist Trinamool Congress. Valet 2004 gick dåligt för Sangma och det nya partiet erövrade bara två mandat i den nya Lok Sabha. Sangma själv fick dock mandat.